# (29203) Schnitger
(29203) Schnitger est un astéroïde de la ceinture principale.

## Description
(29203) Schnitger est un astéroïde de la ceinture principale. Il fut découvert le 9 avril 1991 à Tautenburg par Freimut Börngen. Il présente une orbite caractérisée par un demi-grand axe de 2,60 UA, une excentricité de 0,14 et une inclinaison de 4,5° par rapport à l'écliptique.

## Compléments